# Elevance Health
Elevance Health, Inc., tidigare Anthem, är ett amerikanskt försäkrings- och hälsoföretag som erbjuder olika sorters sjukförsäkringar, aktiv hälsostyrning, hälso- och sjukvård samt apoteksverksamhet till nästan totalt 118 miljoner kunder. De var 2019 världens sjätte största försäkringsbolag efter nettopremieinkomster.

## Historik
Företaget grundades 2004 när försäkringsbolagen Anthem Insurance och Wellpoint Health Networks fusionerades med varandra till en kostnad på 16,5 miljarder amerikanska dollar. Den 24 juli 2015 meddelade Anthem att man skulle förvärva konkurrenten Cigna för 54,2 miljarder dollar, vilket skulle resultera att det fusionerade företaget skulle bli USA:s största sjukförsäkringsbolag. Den 21 juli 2016 lämnade USA:s justitiedepartementet in en stämningsansökan mot fusionen på grund av att konkurrensen skulle snedvridas om den skulle gå igenom. I februari året därpå slog en federal distriktdomstol fast att fusionen skulle hämma konkurrensen och blockerade den. Den 12 maj meddelade Anthem att fusionen skulle inte genomföras och vägrade betala någon straffavgift, som var på 1,85 miljarder dollar, till Cigna. Cigna svarade med att stämma Anthem på 14,7 miljarder dollar i skadestånd utöver den redan nämnda straffavgiften, Anthem kontrade med en motstämning på 21 miljarder dollar. Den 30 augusti 2021 meddelade vice kansler J. Travis Laster vid Delaware Court of Chancery att Anthem inte behövde betala någon straffavgift och ansåg heller inte att det var någon av de två som orsakade att fusionen sprack. Han var dock kritisk över hur den rättsliga processen genomfördes och anklagade de båda för att vara ansvariga till att skapa en helt onödig såpopera av det hela.
Den 10 mars 2022 meddelade Anthem att de skulle byta företagsnamn till det nuvarande. Den 28 juni blev det officiellt.